# Gerold V van Armagnac
Gerold V van Armagnac (overleden in 1219) was van 1202 tot aan zijn dood burggraaf van Fézensaguet. Ook was hij van 1215 tot aan zijn dood graaf van Armagnac en Fézensac. Hij behoorde tot het huis Lomagne.

## Levensloop
Gerold V was een zoon van burggraaf Bernard van Fézensaguet en diens echtgenote Geralda. In 1202 volgde hij zijn vader op als burggraaf van Fézensaguet.
In 1184 benoemde zijn grootoom, graaf Bernard IV van Armagnac, Gerolds vader Bernard tot erfgenaam van Armagnac indien hij zonder mannelijke nakomelingen zou sterven. Ook kreeg Bernard in apanage het burggraafschap Fézensaguet toegewezen. Toen de zoon van Bernard IV, Gerold IV, in 1215 zonder nakomelingen stierf, erfde Gerold V de graafschappen Armagnac en Fézensac.
Om het lot van graaf Raymond VI van Toulouse te vermijden, huldigde hij op 8 juni 1215 Simon van Montfort als leenheer van Armagnac. In 1217 kwamen de inwoners van Toulouse in opstand tegen Simon van Montfort, waardoor Raymond VI kon terugkeren als graaf van Toulouse. Simon riep vervolgens de hulp in van Gerold V, die eigenlijk neutraal wilde blijven. Desondanks steunde hij Simon van Montfort. Hun gezamenlijke troepen belegerden Toulouse en onderwierpen het omringende land, waarbij Gerold de controle over L'Isle-Jourdain kreeg toegewezen. In 1218 sneuvelde Simon van Montfort tijdens het beleg van Toulouse, waarna diens broer Amalrik VI de stad nog acht maanden tevergeefs belegerde. Om zijn gezicht te redden, stond Amalrik VI in 1219 de rechten op Toulouse af aan de latere koning Lodewijk VIII van Frankrijk, de zoon van koning Filips II van Frankrijk. Lodewijk werd hierdoor eveneens de suzerein van Armagnac en Fézensac. Kort daarna stierf Gerold V.

## Huwelijk en nakomelingen
Gerold V was gehuwd met een vrouw wier identiteit onbekend gebleven is. Ze kregen de volgende kinderen:
- Peter Gerold (overleden in 1241), graaf van Armagnac
- Bernard V (overleden in 1245), graaf van Armagnac
- Mascarosa I (overleden in 1246), gravin van Armagnac, huwde met burggraaf Arnold Odo van Lomagne